# Premier panetier des ducs de Bretagne

## Liste des premiers panetiers de Bretagne
| Dates | Titulaire              | Duc              | Notes | Blason |
| ----- | ---------------------- | ---------------- | --- | ------ |
| 1420  | Jean du Val            | Jean V le Sage   | D'argent, à deux fasces de sable, à la bordure de gueules, besanté d'or                                               |        |
| 1420  | Alain de Villeblanche  | Jean V le Sage   | D'argent, à l'aigle de sable armée et becquée de gueules, chargée sur l'estomac d'une croix pattée d'azur, à enquerre |        |
| 1421  | Meriadec de Guicaznou  | Jean V le Sage   | D'argent, fretté d'azur                                                                                               |        |
| 1442  | Thomas Bouget          | Jean V le Sage   | |        |
| 1498  | François de Broon      | Anne             | D'azur, à la croix d'argent frettée de gueules                                                                        |        |
| 1522  | Claude de Villeblanche | Claude de France | D'argent, à l'aigle de sable armée et becquée de gueules, chargée sur l'estomac d'une croix pattée d'azur, à enquerre |        |
| 1532  | Jean d'Humières        | François III     | D'argent, fretté de sable                                                                                             |        |
| 1532  | Renaud de Montbourcher | François III     | D'or, à trois marmites de gueules                                                                                     |        |